# Космос-2292
Космос-2292 је један од преко 2400 совјетских вјештачких сателита лансираних у оквиру програма Космос.
Космос-2292 је лансиран са космодрома Плесецк, Русија, 27. септембра 1994. Ракета-носач Космос је поставила сателит у орбиту око планете Земље. 